# Jankowo (powiat kętrzyński)
Jankowo (niem. Jankendorf) – osada w Polsce położona w województwie warmińsko-mazurskim, w powiecie kętrzyńskim, w gminie Kętrzyn na trasie (zawieszonej) linii kolejowej Kętrzyn-Węgorzewo.
W latach 1975–1998 miejscowość administracyjnie należała do województwa olsztyńskiego.

## Historia
Wieś jako folwark w 1913 wchodziła w skład majątku ziemskiego w Parczu.
Po 1945 powstał tu PGR, który jako obiekt produkcyjny wchodził w skład PGR Parcz. Przed likwidacją PGR w Jankowie prowadzono hodowlę owiec. Było tu stado zarodowe 200 szt owiec rasy czarnogłówka. Po likwidacji PGR budynki gospodarcze wykorzystane zostały na fermę drobiu.